# Глузман, Абрам Мунишович
Абра́м Мунишо́вич Глу́зман (10 октября 1909, Житомир, Волынская губерния, Российская империя ― 2 июля 1969, Йошкар-Ола, Марийская АССР, РСФСР, СССР) ― советский учёный-историк, комсомольский и партийный деятель. Первый секретарь обкома ВЛКСМ АССР Немцев Поволжья (1941―1942). Преподаватель, доцент кафедры марксизма-ленинизма, истории КПСС Марийского политехнического института (1950―1969), кандидат исторических наук. Участник Великой Отечественной войны. Член ВКП(б) с 1931 года.

## Биография
Родился 10 октября 1909 года в городе Житомире ныне Украины в семье рабочего.
В 1931 году вступил в ВКП(б). В ноябре того же года призван в РККА из города Москвы, прослужил до 1933 года.
В 1938 году окончил Ленинградский коммунистический политико-просветительный институт имени Н. К. Крупской.
В 1941 году ― первый секретарь обкома ВЛКСМ АССР Немцев Поволжья в городе Энгельсе.
В 1942 году вновь призван в Красную армию. Участник Великой Отечественной войны: ответственный секретарь партийной комиссии, старший политрук 37 гвардейской стрелковой дивизии 62 армии на Сталинградском фронте, гвардии майор. В боях за Сталинград беспощадно боролся с трусами, лично вернул на позиции 15 человек; на фронтах кроме выполнения прямых обязанностей (приёма в партию) участвовал в создании штурмовых групп и сам находился в их рядах. Был ранен. В ноябре 1946 года завершил военную службу. Награждён орденами Отечественной войны I и II степени, Красной Звезды и медалями, в том числе медалью «За отвагу».
После демобилизации в 1947 году окончил курсы переподготовки при Высшей партийной школе при ЦК ВКП(б) .
В 1950―1969 годах ― преподаватель, доцент кафедры марксизма-ленинизма, истории КПСС сначала Поволжского лесотехнического, затем — Марийского политехнического института.
Скончался 2 июля 1969 года в городе Йошкар-Оле Марийской АССР.

## Научно-преподавательская деятельность
Известен как исследователь истории становления и развития марксизма-ленинизма и идеологии КПСС. Является автором нескольких книг, учебных, учебно-методических работ и множества статей.
В 1955 году защитил кандидатскую диссертацию по теме «Борьба Коммунистической партии Советского Союза за дальнейшее укрепление союза рабочего класса и колхозного крестьянства в послевоенный период» в МГУ имени М. В. Ломоносова. В 1956 году ему присвоена степень кандидата исторических наук.

## Награды
- Орден Отечественной войны I степени (13.07.1945)[3][8]
- Орден Отечественной войны II степени (03.08.1944)[3][8]
- Орден Красной Звезды (09.10.1943)[3][8]
- Медаль «За отвагу» (СССР) (30.10.1942)[3][8]
- Медаль «За оборону Сталинграда» (22.12.1942)[3][8]
- Медаль «За победу над Германией в Великой Отечественной войне 1941—1945 гг.» (09.05.1945)[3][8]
- Медаль «За освобождение Варшавы» (09.06.1945)[3][8]